# Canhoba
Canhoba is een gemeente in de Braziliaanse deelstaat Sergipe. De gemeente telt 4.025 inwoners (schatting 2009).